# Wunderbare Jahre
Wunderbare Jahre (Originaltitel: The Wonder Years) ist eine US-amerikanische Dramedy, die von 1988 bis 1993 vom US-amerikanischen Sender ABC produziert und ausgestrahlt wurde. Die deutschsprachige Erstausstrahlung wurde von RTL plus, bzw. ab Folge 69 von RTL II übernommen. Seit dem 21. Januar 2024 sendet RTL II die Serie wieder im Vormittagsprogramm.

## Handlung
Die Serie zeigt die Kindheit der Hauptfigur Kevin Arnold und seiner Freunde in einem nicht näher benannten Vorort im Kalifornien der späten 1960er und frühen 1970er Jahre. Die Geschichten werden rückblickend vom erwachsenen Arnold aus dem Off oftmals mit einem ironischen Unterton kommentiert (Voiceover). Mal sind die Episoden ernsthafter, dann wieder eher heiterer Natur.
Viele der Folgen beschäftigen sich mit den privaten Problemen der Protagonisten in Sachen Liebe, Schule, Familie und Freunde. Themen der damaligen Zeit, wie beispielsweise der Vietnamkrieg, Studenten-Demos, die Morde an Robert F. Kennedy und Martin Luther King, werden auch mehrfach angesprochen.

## Hauptfiguren

### Kevin Arnold
Kevin Arnold, gespielt von Fred Savage, wurde am 18. März 1956 geboren. Er ist die Hauptfigur und Erzähler der Serie sowie lange Zeit jüngstes Mitglied der Arnold-Familie.

### John „Jack“ Arnold
Jack Arnold, gespielt von Dan Lauria, ist Kevins Vater. Der am 6. November 1927 Geborene ist Veteran des Koreakriegs. Später machte er sich selbstständig und baute sowie verkaufte handgefertigte Möbel. Er ist Anhänger der Republikaner. Er starb 1975, also zwei Jahre nach dem Serienfinale in der fiktiven Zeitlinie der Serie.

### Norma Arnold
Norma Arnold (geb. Gustavson; um 1930), gespielt von Alley Mills, ist Kevins Mutter und Hausfrau. Sie ist im Gegensatz zu Kevins Vater deutlich weniger harsch und hat ein freundliches und optimistisches Naturell. Im Laufe der Serie holt sie ihren College-Abschluss nach und beginnt in einem Software-Startupunternehmen namens Micro Electronics zu arbeiten.

### Karen Arnold
Karen Arnold, gespielt von Olivia d’Abo, ist Kevins ältere Schwester. Sie wurde um 1952 geboren. Ihre freigeistige Denkweise kollidiert häufig mit den konservativen Ansichten ihres Vaters, weshalb es häufig zu Streitigkeiten kommt. Im Laufe der Serie lernt sie ihren Freund Michael kennen, den sie später heiratet. Die beiden ziehen nach Alaska und bekommen ein Kind.

### Wayne Arnold
Wayne Arnold, gespielt von Jason Hervey, ist Kevins nerviger älterer Bruder. Zwischen den beiden entwickeln sich häufiger Streitereien.

### Paul Joshua Pfeiffer
Paul Pfeiffer, gespielt von Josh Saviano, ist Kevins bester Freund. Der am 14. März 1956 in einer jüdischen Familie geborene Junge ist ein herausragender Schüler, der jedoch mit diversen Allergien zu kämpfen hat. Im Laufe der Serie leben sich Kevin und Paul langsam auseinander. In der finalen Episode wird bekannt gegeben, dass Paul schließlich Harvard besucht und Anwalt wird.

### Gwendolyn „Winnie“ Cooper
Winnie Cooper, gespielt von Danica McKellar, ist Kevins Nachbarin und (Haupt-)Schwarm. Im Laufe der Serie kommt es zu verschiedenen Liebeleien zwischen den beiden. Im Serienfinale erfährt man, dass Winnie nach Paris reiste, um dort Kunstgeschichte zu studieren, und Kevin eine andere Frau geheiratet hat.

## Besetzung und Synchronisation
| Rolle                    | Schauspieler     | Synchronsprecher                                                   |
| ------------------------ | ---------------- | ------------------------------------------------------------------ |
| Kevin Arnold (erwachsen) | Daniel Stern     | Norbert Langer                                                     |
| Kevin Arnold (jung)      | Fred Savage      | Björn Schalla (Staffel 1–2) Marcel Collé (ab Staffel 3)            |
| Jack Arnold              | Dan Lauria       | Engelbert von Nordhausen (Staffel 1–4) Bert Franzke (ab Staffel 5) |
| Norma Arnold             | Alley Mills      | Kerstin Sanders-Dornseif                                           |
| Karen Arnold             | Olivia d’Abo     | Maud Ackermann                                                     |
| Wayne Arnold             | Jason Hervey     | Simon Jäger                                                        |
| Paul Pfeiffer            | Josh Saviano     | Kim Hasper                                                         |
| Winnie Cooper            | Danica McKellar  | Uschi Hugo                                                         |
| Michael                  | David Schwimmer  | Nicolas Böll                                                       |
| Craig Hobson             | Sean Baca        | Florian Kiesel                                                     |
| Becky Slater             | Crystal McKellar | Caroline Ruprecht                                                  |
| Coach Cutlip             | Robert Picardo   | Ulrich Gressieker                                                  |

## Auszeichnungen

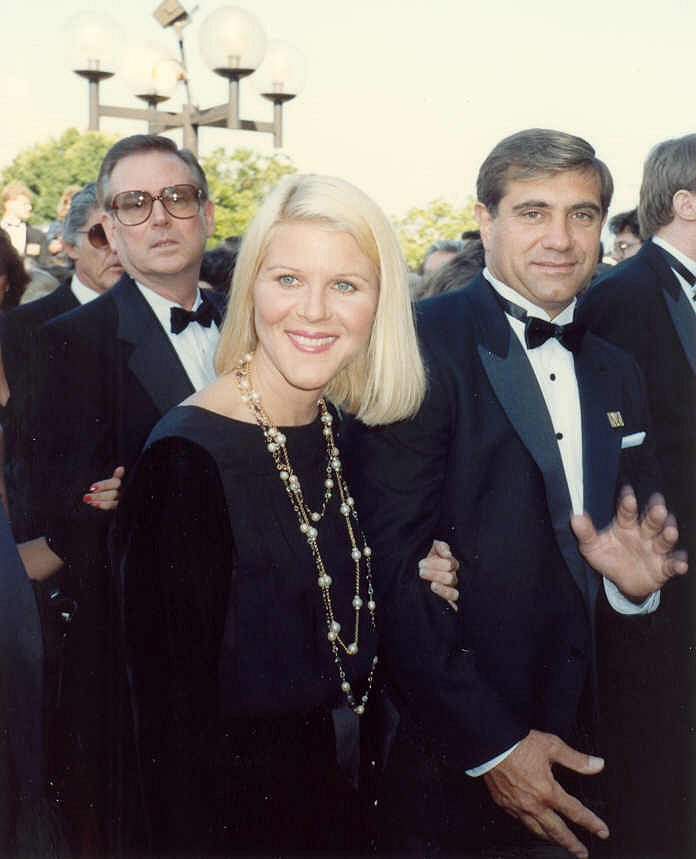
Alley Mills und Dan Lauria bei der Emmy-Verleihung 1989

- Wunderbare Jahre erhielt 1988 einen Emmy sowie einen Grammy für die beste TV-Komödie. Zudem wurde die Serie mit einem Golden Globe ausgezeichnet.

## Trivia
- Daniel Stern war nicht nur als originale Erzählerstimme von Kevin Arnold tätig, sondern führte zudem bei einer Reihe von Episoden Regie.
- In der deutschen Fassung der Serie wurde die Erzählerstimme von Norbert Langer synchronisiert, der wiederum bereits in vorherigen Serien wie beispielsweise Magnum Sprechrollen aus dem Off übernommen hatte und als Standard-Sprecher von Tom Selleck oder als Stimme von He-Man bei der Hörspielserie Masters of the Universe bekannt geworden ist.
- Crystal McKellar, die Becky Slater spielt und die Konkurrentin von Winnie Cooper ist, ist im wahren Leben die Schwester von Danica McKellar, die Winnie spielt.
- Das Lied With a Little Help from My Friends von Joe Cocker – eine Coverversion der britischen Band The Beatles –  war das Titellied der Serie.

## DVD-Veröffentlichung
Die komplette Serie wurde in den USA im zweiten Halbjahr 2014 durch StarVista/Time-Life auf DVD veröffentlicht. Auf der DVD sind fast alle bekannten Lieder aus der Serie zu hören. Während die erste Staffel über US-Versandhäuser auch für Nicht-US-Einwohner erhältlich ist, ist die Komplettbox aller sechs Staffeln lediglich direkt über StarVista/Time-Life erhältlich und dies ausschließlich für US-Einwohner. Die Komplettbox bietet noch vier zusätzliche Bonus-DVDs mit Extras, die auf den Einzelveröffentlichungen der Staffeln nicht komplett veröffentlicht werden.
Am 9. Mai 2016 wurde eine weitere Komplettbox mit über 23 Stunden Bonusmaterial im Vereinigten Königreich veröffentlicht.
2021 ist die 1. Staffel der Serie auch im deutschsprachigen Raum auf DVD erschienen. Auf Grund der komplizierten Rechtslage für die Originalmusik folgten bisher (2023) keine weiteren offiziellen DVD-Veröffentlichungen.

## Dokumentation
Im Jahr 2002 produzierte ein US-amerikanischer Fernsehsender eine Dokumentation über Wunderbare Jahre, die des Öfteren in den USA ausgestrahlt wurde. Im deutschen Fernsehen wurde die Sendung namens The Wonder Years – Coming of Age bislang nicht gezeigt. In der Dokumentation wurden Schauspieler der Serie sowie Produzenten und Drehbuchautoren interviewt und Einblicke hinter die Kulissen des Sets der Serie gewährt.

## Buch
Während der vierten Staffel der Serie im Jahr 1990 wurde in den USA das von Edward Gross verfasste Buch The Wonder Years: Growing Up in the Sixties veröffentlicht (ISBN 1-55698-258-5). Dieses enthält neben einem detaillierten Episodenführer auch zahlreiche Interviews mit Schauspielern und Produzenten. Da das Buch inzwischen vergriffen ist, gab der Autor nach einer Petition von Fans der Serie einer Website die Erlaubnis, das Buch komplett online freizugeben.